# 崇綺
崇綺（1829年—1900年），字古琴，号文山，阿魯特氏，出身蒙古正藍旗，後抬入滿洲鑲黃旗。晚清狀元、大臣。同治帝孝哲毅皇后的父親。

## 生平
咸丰四年（1854年），充督练旗兵处文案。后叙兵部七品笔帖式。英国兵舰入天津时，因守城之功擢主事。迁员外郎。同治三年（1865年）一甲第一名進士（狀元），是清朝唯一的蒙古族狀元。也是唯一一位非漢籍的漢榜狀元。同治九年，迁侍讲。同治十一年诏册其女为皇后，赐三等承恩公。累官至内阁学士，吏部、戶部侍郎。
光绪二年，充会试副考官，补镶黄旗汉军副都统。五年，出为热河都统。七年，调盛京将军。九年，称病隐退，授予户部尚书一职。二十六年翰林院掌院学士。
崇綺思想守舊，反對康有為等提倡變法；戊戌政變後，主張廢光緒帝。庚子拳變時，支持義和團“扶清滅洋”。八國聯軍進京，崇綺留守北京，不久逃至保定。崇綺留在北京的全家自盡，消息傳到保定，他留下「聖駕西幸，未敢即死，恢復無力，以身殉之」的遺書後，于莲池书院自盡身亡。谥文节。入祀昭忠祠。

## 家庭
- 高祖：烏爾圖那蘇圖。
- 曾祖：德兴，户部尚书、正黄旗满洲都统。妻李佳氏。
- 祖父：景辉，嘉庆壬戌科翻译举人，户部尚书、正黄旗满洲都统。妻张佳氏。
- 父：賽尚阿，嘉庆丙子科翻译解元，户部尚书、大學士。胞兄巴克唐阿，道光乙酉科翻译解元，理藩院郎中。
- 母：鑲白旗滿洲富察氏，護軍參領興福之女，禮部尚書貴慶姪女。祖上曾是雍正旧邸之人，族内曾有重臣鄂尔泰子鄂容安之妻富察氏。
- 胞兄：崇续，鑾儀衛冠军使。崇熙，头等侍卫，伊犁领队大臣。
- 妹：同治帝莊和皇貴妃。
- 发妻：愛新覺羅氏，鄭親王端華之女。
- 继室：愛新覺羅氏，理王府載耀之女，大學士福錕之姊妹。
- 继室：瓜爾佳氏，总兵長瑞之女，榮祿堂姊，愛新覺羅昆岡是其姐妹之丈夫。
- 子：葆初，散秩大臣，著有《繪境軒讀畫記》。
- 女儿：第三女孝哲毅皇后、第五女奕详之妻。

## 延伸阅读
[在维基数据编辑]
 《清史稿·卷468》，出自趙爾巽《清史稿》

## 外部連結
- 崇綺 （页面存档备份，存于） 中研院史語所

| 官衔            | 官衔                                                                                     | 官衔            |
| --------------- | ---------------------------------------------------------------------------------------- | --------------- |
| 前任： 額勒和布 | 清朝戶部滿尚書 光緒十年九月乙丑 - 光緒十一年十一月癸亥 1884年11月11日 - 1886年1月3日     | 繼任： 宗室福錕 |
| 前任： 立山     | 清朝戶部滿尚書 光緒二十六年六月庚寅 - 光緒二十六年八月壬午 1900年7月16日 - 1900年9月16日 | 繼任： 宗室敬信 |
| 前任： 恩承     | 清朝吏部滿尚書 光緒十一年十一月癸亥 - 光緒十二年二月乙亥 1886年1月3日 - 1886年3月16日    | 繼任： 錫珍     |